# Eddie Pickard
Eddie Pickard es un músico británico de deathcore, conocido por ser el guitarrista/bajista de la banda británica de deathcore Infant Annihilator y guitarrista de Black Tongue. Eddie también es el dueño de la línea de ropa Red Moon Designs y cocreador de la línea de ropa Glamour Eats Flesh. Él siempre ha sido un gran amigo de Aaron Kitcher, y se puede ver ya que han compartido piso mucho tiempo, han estado en prácticamente las mismas bandas y el ficticio comportamiento que adopta con él en los videoclips de Infant Annihilator.

## Discografía

### Infant Annihilator
Álbumes de estudio
- The Palpable Leprosy Of Pollution (2012)
- The Elisyan Grandeval Galèriarch (2016)
- The Battle of Yaldabaoth (2019)

Sencillos
- Decapitation Fornication (2012)
- Infant Gangnam Style (2012)
- My Damnation (Chelsea Grin cover) (2013)
- Pray For Plagues (BMTH cover) (2013)

Demos
- Promo (2012)

### Black Tongue
EP
- Falsifier (2013)
- Born Hanged (2014)

Álbumes de estudio
- Born Hanged/Falsifier (Redux) (2014)
- The Unconquerable Dark (2015)

### Mister Sister Fister
EP
- Lynched (2010)
- Conception (2011)

### Acrania
Él no participó en ningún lanzamiento de la banda, ya que estuvo por un tiempo muy corto en el que no pudo hacer nada con ellos